# Ријана Рајан
Ријана Рајан (енгл. Rhianna Ryan; 5. април 1990) америчка је порнографска глумица. Дебитовала је као глумица у индустрији порнографије 2009. године када је имала 19 године.

## Филмографија
- 2010 - Pay Me in CumPay Me in Cum
- 2010 - Barely Legal 103Barely Legal 103
- 2010 - Booty Talk 90Booty Talk 90
- 2010 - Multiple OrgasmsMultiple Orgasms
- 2010 - Teacher Leave Them Teens AloneTeacher Leave Them Teens Alone
- 2009 - Teens Take It Big 2Teens Take It Big 2
- 2009 - Whitezilla Is Bigga Than a Nigga!!!